# دادالله
ملا دادالله آخوند (متولد ۱۹۶۶ -  † ۱۳ مه ۲۰۰۷) فرماندهٔ ارشد نظامی طالبان در افغانستان تا زمان مرگش در سال ۲۰۰۷ بود. او همچنین به مولوی دادالله معروف بود. او از قوم پشتون و از قبیله کاکر در ولایت قندهار بود. بر اساس فهرست سازمان ملل متحد متعلق یا وابسته به سازمان القاعده ، وی وزیر بازسازی طالبان بوده است. وی توسط نیروهای ویژه انگلیسی و آمریکایی کشته شد.